# Nadia (Lost)
Nadia egy szereplő az ABC sorozatában, a Lostban. Andrea Gabriel alakítja. 

## Életrajz
Nadia Sayid Jarrah gyermekkori barátja és szerelme. Felnőttként, csatlakozik egy Szaddám Husszein kormánya ellen harcoló terrorszervezethez, és több merényletben is részt vesz. Az iraki Republikánus Gárda katonái elfogják és bebörtönzik. A vallatásai során többször megkínozzák, és maradandó sérülések keletkeznek a testén.
Sayid kommunikációs tisztként szolgál a Gárdában, és miután megbízzák Nadia kivallatásával, oly sok év után először találkozik vele. Majd' egy hónapon keresztül faggatja őt, kik voltak a társai a merényletben, de Nadia nem árulja el. Sayid felettese, Omar, nem akar tovább várni, ezért megbízza Sayid-ot Nadia kivégzésével. Sayid képtelen ennek megtételére. Segít Nadia-nak a szökésben. Lelövi Omar-t, és a saját lábába is belelő a fedősztori hitelssége érdekében. Odaadja Nadia-nak a pisztolyt, de ő vonakodik egyedül elmenni. Miután Sayid elmondja, mért nem tarthat vele, ad neki egy fényképet önmagáról, és a hátuljára arabul ráírja: „Találkozunk egy következő életben, ha ebben nem is.” Egy kamionban elbújva szökik meg, amit kifelé menet nem ellenőriznek.
Miután sikeresen megszökik, Los Angeles-ben alkalmazza John Locke-ot, hogy vizsgálja meg a házat, amit venni készül. Rövid beszélgetésük közben elmondja, hogy sohasem volt férjnél.
Nadia pontos hollétének ismerete lehetőséget ad a CIA-nek arra, hogy Sayid-ot rávegyék egy terrorista sejtbe való beépülésre. Később, elmondják neki, hogy Nadia a kaliforniai Irvine-ben él, és laborsegédként dolgozik egy gyógyszergyárban.
Angliában, Nadia-ra rátámad egy rabló egy sikátorban. Charlie Pace észreveszi őt, és elkergeti a támadót. Nadia köszönetet mond neki tettéért, és elmondja, hogy többen is látták őt, de egyikük sem segített rajta. Hősnek nevezi Charlie-t, és arra kéri, ne hagyja, hogy bárki másként tekintsen rá.
Később, miután Sayid az Oceanic 815-ös járatával lezuhan a szigetre, azt mondja Rousseau-nak, Nadia az ő hibájából meghalt. Azt azonban sohasem említi, miből gondolja, hogy halott.